# Petrelec olbrzymi
Petrelec olbrzymi, także petrel olbrzymi (Macronectes giganteus) – gatunek dużego ptaka morskiego z rodziny burzykowatych (Procellariidae). Występuje na wszystkich oceanach półkuli południowej, głównie na południe od zwrotnika Koziorożca. Nie jest zagrożony.

## Systematyka
Gatunek został opisany zgodnie z zasadami nazewnictwa binominalnego przez J.F. Gmelina w 1789 roku w 13. edycji linneuszowskiego Systema Naturae, jako Procellaria gigantea. Miejsce typowe to Wyspa Stanów w archipelagu Ziemi Ognistej. Długo był uznawany za jeden gatunek z pokrewnym petrelcem wielkim (M. halli); w obszarach sympatrycznego występowania zdarza się krzyżowanie tych gatunków. Petrelec olbrzymi jest zwykle uznawany za gatunek monotypowy. Kilka podgatunków opisał Gregory Macalister Mathews, ale nie są one obecnie uznawane, choć południowoatlantycka populacja może być uznana za podgatunek Macronectes giganteus solanderi.
Pochodzenie nazwy: Macronectes: gr. μακρóς makros – długi, daleki; νηκτής nēktēs – pływak, od νήχω nēkhō – pływać; giganteus – łac. olbrzymi.

## Charakterystyka
Petrelec olbrzymi jest dużym ptakiem, porównywalnym wielkością z albatrosami. Mierzy od 85 do 100 cm, rozpiętość skrzydeł to 150–210 cm, masa ciała dorosłej samicy to 3,8 kg, a samca 5 kg. Dorosłe mają białawą głowę, szyję i górę piersi, reszta upierzenia jest szarobrązowa, marmurkowa, z bledszymi piórami na przedniej krawędzi skrzydła. Ptaki te mają masywny dziób, żółtawy z bladym groszkowozielonym zakończeniem. Nogi są szarobrązowe. Biała odmiana jest trudna do pomylenia z innym ptakiem, typowo ma nakrapiany grzbiet. Ciemna odmiana ma za młodu szaroczarne upierzenie, które blednie z wiekiem. Od albatrosów odróżnia je większy dziób, krótsze i węższe skrzydła oraz garbaty kształt ciała. Od petrelców wielkich różni je kolor dzioba i blada przednia krawędź skrzydła.

## Występowanie
Jest to ptak morski, który występuje na bardzo dużym obszarze, na południu zasięgu jest spotykany w obszarze występowania paku lodowego. Rozmnaża się na wyspach subantarktycznych: Falklandach, Ziemi Ognistej, Georgii Południowej, Orkadach Południowych, Szetlandach Południowych i innych wyspach w pobliżu kontynentu antarktycznego, Wyspach Księcia Edwarda, Wyspach Crozeta, Wyspie Heard i Macquarie, a mniejsze populacje także na Gough, Tristan da Cunha, Diego Ramírez, Wyspach Kerguelena i na samym kontynencie Antarktydy. Jest spotykany u wybrzeży Ameryki Południowej, po Peru i Brazylię na północy; występuje na Sandwichu Południowym, Świętej Helenie, u wybrzeży Afryki Południowej, Namibii, Mozambiku i Madagaskaru; w południowej części Australii i na Norfolku. Wyginął na Wyspie Bouveta. Zalatuje na Fidżi, do Polinezji Francuskiej, na Reunion i Seszele.

## Pożywienie
Ptaki te żerują na padlinie, jedzą głowonogi, kryla, ryby i odpadki wyrzucone ze statków; często są widywane w pobliżu statków rybackich (trawlerów i longlinerów). Samice i samce żerują osobno.

## Lęgi
Ptaki rozpoczynają sezon lęgowy zwykle na przełomie września i października, około sześć tygodni później niż petrelec wielki. Ptaki zaczynają lęgi w wieku około 7 lat. Typowo gnieździ się w luźnych koloniach na terenach trawiastych lub nagiej ziemi, choć na Falklandach może tworzyć duże kolonie o znacznym zagęszczeniu.

## Status i ochrona
Największa populacja petrelców olbrzymich gnieździ się na Falklandach i liczy około 19 500 par, następne co do wielkości na Georgii Południowej (5500 par) i Szetlandach Południowych (5400 par). W 2008 roku oceniano, że łącznie żyje 47 800 – 54 000 par lęgowych tych ptaków. Liczebność tego gatunku w ogólności rośnie, choć lokalne populacje mogą wykazywać różne trendy zmian. Spadki liczebności niektórych populacji powiązano z malejącą liczebnością mirungi południowej, ważnego źródła padliny, oraz działaniami człowieka. Międzynarodowa Unia Ochrony Przyrody uznaje petrelca olbrzymiego za gatunek najmniejszej troski, choć zaleca też monitorowanie populacji i lęgowisk. Niektóre z jego miejsc gniazdowania są rezerwatami przyrody, Gough i Macquarie są wpisane na listę światowego dziedzictwa UNESCO.